# Hindi Sándor
Hindi Sándor (pályája elején Hindyként szerepelt) (Újpest, 1919. december 25. – Budapest, 1982. március) magyar színész, a Nemzeti Színház sokat foglalkoztatott művésze három évtizeden át.

## Élete
1943 és ’47 között volt a Színművészeti Akadémia hallgatója.
A végzés után rögtön szerződtette a Nemzeti Színház. Három évtizeden át, 1977-es nyugdíjba vonulásáig volt a társulat sokat foglalkoztatott karakterszínésze és epizodistája. Néhány filmben is játszott. Gyakran volt rádiójátékok közreműködője.
Az 1956-os forradalom idején tagja volt a Színművészek Ideiglenes Nemzeti Bizottságának.

## Szerepei
- Barát Endre: Lobog a mécses — Kardos
- Brecht: Galilei élete — A kövér prelátus
- Brecht: A vágóhidak Szent Johannája — Lennox
- Max Brod: Amerika — Főpénztáros
- Csiky Gergely: Buborékok — Béla
- Csokonai: A méla Tempefői — Fegyverneki
- Csokonai: Az özvegy Karnyóné — Lázár
- Darvas József: Kormos ég — Dr. Virizlay
- Darvas József: Részeg eső — Juhos
- Mihail Davidoglu: Bányászok — Pop
- Déry Tibor: Bécs, 1934 — Második detektív
- Fekete Gyula: Májusi felhők — Maksa
- Galambos Lajos: Későn — Korn
- Gorkij: Ellenségek — Egy hadnagy
- Gorkij: Jegor Bulicsov és a többiek — Doktor
- Gorkij–Kolozsvári András: Az anya — Korszunov
- Gosztonyi János: Rembrandt — Haaringh
- Gyurkó László: Szerelmem, Elektra — Testőrparancsnok
- Háy Gyula: Az élet hídja — Tóni
- Ibsen: Peer Gynt — A kapitány
- Illyés Gyula: Tűvé-tevők — 2. vőfély
- Yves Jamiaque: Tengeri malacok — Rendőrkapitány
- Katona József: Bánk bán — Petur bán; Simon bán
- Kodály: Czinka Panna balladája —  Második kapitány
- Alekszandr Jevdokimovics Kornyejcsuk: Ukrajna mezőin — Bugyonnij marsall
- Kós Károly: Budai Nagy Antal — Szolgabíró
- Madách Imre: Az ember tragédiája — Az Úr hangja; Első gyáros; Második árus; Első udvaronc
- Mikszáth Kálmán–Benedek András: Sipsirica — Weszelny
- Mikszáth Kálmán–Benedek András–Karinthy Ferenc: A Noszty fiú esete Tóth Marival — Kopereczky főispán
- Arthur Miller: Az ügynök halála — Howard Wagner
- Molière: A fösvény — Csendbiztos
- Molière: A kényeskedők — Gorgibus
- Móricz Zsigmond: Úri muri — Borbíró; Mákos; Parragh
- Németh László: Galilei — Riccardi
- Németh László: II. József — Hadik
- Németh László: Széchenyi — Báró Jósika Samu
- Racine: Phaedra — Theraménes
- Jean-Paul Sartre: Főbelövendők klubja — Nerciat
- Scserbacsov: Dohányon vett kapitány — Kikötőparancsnok
- Shakespeare: Antonius és Kleopátra — Philo
- Shakespeare: Athéni Timon — Második szenátor
- Shakespeare: Coriolanus — Piger
- Shakespeare: Hamlet — Hamlet atyjának szelleme
- Shakespeare: III. Richárd — Lord Stanley; Oxford gróf
- Shakespeare: Julius Caesar — Cinna
- Shakespeare: Lear király — Lovag; Orvos
- Shakespeare: Macbeth — Ross; Cathness
- Shakespeare: Othello — Brabantio; Montano; Első nemes
- Shakespeare: Vízkereszt, vagy amit akartok — Antonio; Curio
- G. B. Shaw: Szerelmi házasság — Hordár
- Szabó Magda–Kármán József: Fanni hagyományai — Szalárdi
- Szophoklész: Oidipusz király — Karvezető
- Lev Nyikolajevics Tolsztoj: Élő holttest — Petruskin
- Lev Nyikolajevics Tolsztoj–Nyikolaj Volkov: Karenina Anna — Alekszandr
- Konsztantyin Andrejevics Trenyov: Ljubov Jarovaja — Maljinyin ezredes; Fehér főparancsnok
- Urbán Ernő: Tűzkeresztség — Kapitány András
- Urbán Ernő: Uborkafa — Suhajda Kamill
- Lope de Vega: Donna Juana — Don Ramon szolgája
- Nyikolaj Jevgenyjevics Virta: Kárhozottak összeesküvése — Herz
- Visnyevszkij: Feledhetetlen 1919 — Ribaltovszki kapitány
- Vörösmarty Mihály: Csongor és Tünde — Kalmár
- Peter Weiss: A vizsgálat — Tizedik vádlott
- [Ismeretlen szerző]: Kocsonya Mihály házassága — Apa

## Filmjei
- Ludas Matyi (1949)
- Föltámadott a tenger (1953)
- Dúvad (1959)
- Katonazene (1961)
- Megszállottak (1962)
- Már nem olyan időket élünk (1964)

## Díjai
- 1953 – Farkas–Ratkó-díj
- 1957 – Jászai Mari-díj